# Pjotr Dmitrijewitsch Swjatopolk-Mirski

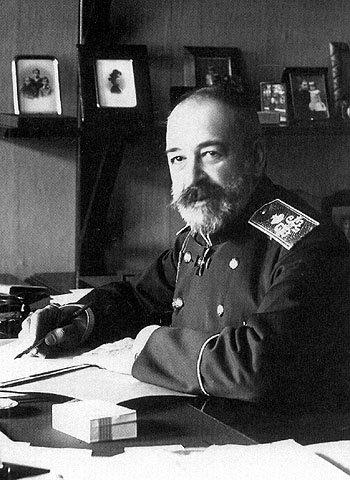
Pjotr Dmitrijewitsch Swjatopolk-Mirski

Fürst Pjotr Dmitrijewitsch Swjatopolk-Mirski (russisch Пётр Дмитриевич Святополк-Мирский; * 18. Augustjul. / 30. August 1857greg. in Wladikawkas; † 16. Maijul. / 29. Mai 1914greg. in Sankt Petersburg) war ein russischer Politiker, Gouverneur und Innenminister.

## Leben
Swjatopolk-Mirski wurde als Sohn des Generals Dimitri Iwanowitsch Swjatopolk-Mirski geboren, der sich im Kaukasuskrieg und im Krimkrieg ausgezeichnet hatte. Nach einer Erziehung im Pagenkorps trat er 1875 ins Leibgarde-Husarenregiment ein und nahm am Russisch-Türkischen Krieg 1877/78 teil, in dem er an der Kaukasusfront kämpfte. Nach Ende des Kriegs folgte eine Ausbildung an der Akademie des Generalstabs, die er 1881 abschloss. 1895 wurde er Gouverneur von Pensa und 1897 von Jekaterinoslaw.
1900 wurde er von Innenminister Sipjagin zum stellvertretenden Innenminister und Chef des Gendarmenkorps ernannt. Nach Sipjagins Ermordung 1902 trat er von diesem Amt zurück und übernahm das Amt des Generalgouverneurs von Wilna. Nach der Ermordung des zwischenzeitlichen Innenministers Plehwe im Juli 1904 wurde er zu dessen Nachfolger ernannt. Seine Ernennung galt als Stärkung der reformbereiten Kräfte innerhalb der russischen Bürokratie. Ein aus liberalen Oppositionskreisen stammender, in seinem Ministerium überarbeiteter Vorschlag zu einer eingeschränkten Reform des Staatsrates wurde von Zar Nikolaus II. jedoch im Dezember 1904 verworfen. Swjatopolk-Mirski bot seinen Rücktritt an, wurde aber zunächst im Amt belassen. Nach den Geschehnissen der Jahreswende 1904/05, dem Petersburger Blutsonntag 9. Januarjul. / 22. Januar 1905greg. und den folgenden Ausschreitungen wurde er am 18. Januarjul. / 31. Januar 1905greg. entlassen und durch Alexander Bulygin ersetzt.
Mirskis Sohn Dmitri Petrowitsch Swjatopolk-Mirski (1890–1939) war ein bekannter Literaturhistoriker, der in der Sowjetunion dem Großen Terror zum Opfer fiel.